# 永平縣議會
永平县议会（简称“MDYP”）是马来西亚柔佛州永平地区的地方政府，隶属柔佛州政府。
永平县议会于1979年9月1日由多个地方政府整合为县议会，辖区包括永平、亞依淡、巴力士隆、铁山、新港（Kangkar Bahru）、巴力安尼和南利（Lam Lee）等市镇，总面积为126.8平方（49.0平方英里），2010年人口为61,014人。

## 组织图表
永平縣議會由一名主席、一名秘书和24名县议员组成。主席由柔佛州政府委任，24名县议员的任期则为一至二年。而在24名县议员职位中全数来自希望联盟的四个成员党，其中民主行动党7名、人民公正党和国家诚信党各6名及土著团结党5名。
目前主席为自2017年10月16日担任至今的莫哈末哈菲兹，而秘书一职则为阿兹米阿旺。

### 市议员
以下为截至2018年永平县会的11名县议员，新一届县议员分成两批，其中第一批10名县议员于2018年7月17日起上任；第二批14名县议员于同年10月29日正式宣誓就职。这些县议员将担任至2019年12月届满为止，为期18个月。在地方政府法令下，一届县议员任期不可超过3年，但可重新受委。
| 县议员                                            | 政党/非政府组织 | 政党/非政府组织 |
| ------------------------------------------------- | --------------- | --------------- |
| 莫哈末左翰（Mohd Johan Rosdi）                    |                 | 土著團結黨      |
| 阿末慕斯达法（Ahmad Mustaffa Shah Bakhtiar Shah） |                 | 土著團結黨      |
| 莫哈末阿吉（Mohd Ajib Omar）                      |                 | 土著團結黨      |
| 士鲁丁（Serudin Md Soúd）                         |                 | 國家誠信黨      |
| 莫哈末嘉希（Mohd Jahid Zaini）                    |                 | 國家誠信黨      |
| 苏丽娜（So Lee Na）                               |                 | 人民公正黨      |
| 陈宝来（Tan Poh Lai）                             |                 | 人民公正黨      |
| 卓金华（Tok Kim Huwa）                            |                 | 民主行动党      |
| 张端容（Cheong Twon Yong）                        |                 | 民主行动党      |
| 莫哈末阿利亚斯（Mohd Alias Sabu）                 |                 | 國家誠信黨      |
| 欧阳启权（Ow Yong Kee Ken）                       |                 | 國家誠信黨      |
| 莫哈末拉兹（Md. Razi Jamaludin）                  |                 | 國家誠信黨      |
| 哈欣（Hashim Mohamad）                            |                 | 國家誠信黨      |
| 阿兹米（Azmi Masrani）                            |                 | 人民公正黨      |
| 卡马扎曼（Kamar Zaman Abd Shukor）                |                 | 人民公正黨      |
| 卡立达斯（Kalytas Chandrahasan）                  |                 | 人民公正黨      |
| 梁贝芬（Jacqualine Neo Poi Hoon）                 |                 | 人民公正黨      |
| 慕鲁甘（Murugan Velayathan）                      |                 | 民主行动党      |
| 诺再阿雅娜（Nor Zaiayana binti Mohd Zain）        |                 | 民主行动党      |
| 黄慧铃（Ng Wei Ling）                             |                 | 民主行动党      |
| 许家兴（Koh Chia Heng）                           |                 | 民主行动党      |
| 莫哈末·马尔吉（Mohamad bin Marji）                |                 | 土著團結黨      |
| 莫哈末阿敏（Mohd Amin bin Sitam）                 |                 | 土著團結黨      |
| 余粝栎（Eh Bee Dong）                             |                 | 民主行动党      |